# Romano Bettarello
Romano Bettarello (Villadose, 16 maggio 1930 – Rovigo, 18 novembre 2005) è stato un rugbista a 15 italiano, per 20 anni apertura - centro del Rovigo.

## Biografia
Da sempre nel Rovigo, vi militò per 20 anni, vincendo i primi 7 scudetti della storia del club e, più in generale, i primi scudetti in assoluto del Veneto: fu infatti nella rosa della squadra, allenata e capitanata da Mario Battaglini, che vinse quattro titoli consecutivi dal 1951 al 1954 e, successivamente, sotto la guida tecnica dapprima di Marcello Fronda e poi di Giordano Campice, altri tre titoli consecutivi dal 1962 al 1964 (gli ultimi due in squadra con suo fratello Ottorino).
In 20 anni di militanza nel Rovigo disputò 340 incontri di campionato, realizzando 1.043 punti.
Al suo attivo anche due incontri in Nazionale, entrambi nel 1953, contro Germania Ovest e Romania.
Il 18 novembre 2005 è morto a Rovigo a seguito di un malore occorsogli mentre si trovava in un supermercato.
Suo figlio Stefano fu anch'egli rugbista e internazionale per l'Italia.

## Palmarès
- Campionati italiani: 7
Rovigo: 1950-51, 1951-52, 1952-53, 1953-54, 1961-62, 1962-63, 1963-64